# Uģis Lasmanis
Uģis Lasmanis (Ventspils, URSS, 29 de julio de 1967) es un deportista
letón que compitió para la URSS en remo. Su hijo Karlis compite en baloncesto 3×3.
Ganó una medalla de plata en el Campeonato Mundial de Remo de 1991, en la prueba de doble scull. Participó en dos Juegos Olímpicos de Verano, en Barcelona 1992 y Atlanta 1996.

## Palmarés internacional
| Representando a la URSS |                 |                  |             |
| Campeonato Mundial      |                 |                  |             |
| Año                     | Lugar           | Medalla          | Prueba      |
| 1991                    | Viena (Austria) | Medalla de plata | Doble scull |